# تیلور ورنر
تیلور ورنر (انگلیسی: Taylor Werner؛ زادهٔ ۱ مهٔ ۱۹۹۸) ورزشکار دو و میدانی اهل ایالات متحده آمریکا است.